# Desejos (banda)
Grupo Desejos foi um grupo de pagode romântico que teve início em 1997.

## História
O grupo foi adquirindo sucesso nacional em meados de 1998, com o hit "Mel na minha boca". Nessa época, o vocalista era o irmão gêmeo do cantor Vavá (ex-Karametade), Márcio Duarte. Nesse mesmo álbum, lançado em 1998, houve outro sucesso expressivo chamado "Quem ama não nega perdão", fazendo com que o grupo ganhasse o disco de ouro pela vendagem de 150.000 cópias.
O segundo CD veio um ano depois, com 2 sucessos nacionais, "Tanta solidão" e "Vou partir pra outra", mas no processo do terceiro CD o grupo perdeu um seu vocalista, que foi para carreira solo.
O grupo acabou fazendo testes para o novo vocalista até que o Conrado (ex-Trapalhões) acabou sendo chamado para o ofício e desta forma eles lançaram o terceiro CD, com lançamento simultâneo entre o Brasil e Portugal.
Após um tempo, o Conrado saiu do grupo dando espaço ao violonista do grupo (Eric) se tornar o novo vocalista. Fizeram bastante shows até que em 2006 o grupo sofre mais 2 novas perdas (Eric e Ari). Nessa mesma época entram 3 novos integrantes (Dinho, Mukai e Edu) para assumir o posto vago pelos antigos integrantes. Com a nova formação vieram mais 2 álbuns, "Ao Vivo" e "Enxugue suas lágrimas", citando algumas músicas como "Não vai dar" com participação de Simony e "Não vale mais chorar por ele" como mais expressivas.
No ano de 2009, o grupo sofreu outra perda (Dinho), indo para carreira sertaneja. No fim de 2009 o grupo lança 2 músicas "Já era" e "Será" gravada pelo produtor renomado Pezinho com selo independente.

## Integrantes

### Formação atual
- Chris
- Latyno
- Mukai
- Edu

### Ex-integrantes
- Márcio
- Ari
- Eric
- Conrado
- Dinho

## Discografia
- (1998) Mel Na Minha Boca - Playarte Music
- (2000) Felicidade de Sonhar - Playarte Music
- (2002) Um Convite Pra Te Amar - Vidisco
- (2004) Um Convite Pra Te Amar [Versão Portugal] - Vidisco
- (2006) Ao Vivo - DSJ Music
- (2008) Enxugue Suas Lágrimas - DSJ Music
- (2010) Já Era - Independente